# Spodistes grandis
Spodistes grandis är en skalbaggsart som beskrevs av Sternberg 1903. Spodistes grandis ingår i släktet Spodistes och familjen Dynastidae. Inga underarter finns listade i Catalogue of Life.